# Coupe du Président d'Irlande 2021
Navigation
Édition précédente Édition suivante
La Coupe du Président d'Irlande 2021, en anglais : 2021 President of Ireland's Cup, est la huitième édition de la Coupe du Président une compétition de football qui oppose chaque année en début de saison le vainqueur du championnat et celui de la Coupe d'Irlande. Pour la septième année consécutive Dundalk FC s'aligne dans la compétition. Le club vainqueur de la coupe d'Irlande est opposé aux Shamrock Rovers, champions d'Irlande en titre. Un tirage au sort désigne le Tallaght Stadium, stade des Rovers, comme stade hôte du match.
Le Dundalk Football Club remporte la coupe du Président en battant aux tirs au but le Shamrock Rovers Football Club après un match nul 1-1. C'est la troisième victoire de Dundalk dans la compétition après 2015 et 2019.

## Organisation
le 1er février 2021 la FAI annonce les premiers éléments sur la tenue de la compétition. une date est arrêtée : le 12 mars 2021.
La compétition se dispute sur un match. En cas de match nul, les équipes disputeront directement une séance de tirs au but sans passer par les prolongations.

## Le match
Les deux qualifiés pour ce match sont le Shamrock Rovers Football Club, vainqueur du Championnat d'Irlande de football 2020 et le Dundalk Football Club vainqueur de la coupe d'Irlande de football 2020. La rencontre est de fait la revanche du dernier match de la saison 2020, la finale de la coupe d'Irlande. Dundalk l'avait remporté 4-2 sur les Rovers. 

### Présentation de la rencontre
La Coupe du Président marque le lancement de la saison de football 2021 en Irlande. Une saison particulière puisque commencée en pleine pandémie de Covid-19 et alors que le pays est sous confinement partiel. Le match se déroule à huis clos. Le Président de l'Irlande Michael D. Higgins lui-même sera absent du stade alors qu'il préside habituellement la compétition.
Cette compétition constitue le premier match officiel de la saison pour les deux clubs. Ils ont disputé plusieurs matchs amicaux comme préparation mais ils lancent ici officiellement leur saison.
Les deux équipes proposent pour la première fois en compétition leurs nouveaux effectifs. 
Les champions en titre, les Shamrock Rovers, ont perdu leur leader des deux dernières saisons, Jack Byrne le meilleur joueur du championnat 2020 et international irlandais. Pour le remplacer, leur choix c'est porté sur un des meilleurs espoirs du pays Daniel Mandroiu.
Les vainqueurs de la coupe, le Dundalk FC, part lui en reconquête. Sa saison 2020 a été contrastée car même s'ils ont réussi à se hisser en phase de poule de la Ligue Europa, ils n'ont terminé qu'à la troisième place du championnat ce qui est leur plus mauvais résultat sur presque dix ans. Dundalk a donc pris la décision de reconstruire largement son effectif, laissant partir des joueurs ayant connus tous les succès récents du club comme Gary Rogers parti à la retraite, Sean Hoare, Sean Gannon, John Mountney et Dane Massey. Pour les remplacer Dundalk est allé chercher des internationaux comme Raivis Jurkovskis et Sonni Nattestad et des jeunes comme l'albanais Alessio Abibi ou le norvégien Ole Erik Midtskogen. Dundalk a aussi réussi à engager le meilleur buteur de la saison 2019, l'anglais Junior Ogedi Uzokwe.
Le premier round de la confrontation a lieu par médias interposés quand Patrick Hoban dénigre la victoire en championnat des Shamrock Rovers : « Vous me dites que gagner le championnat après 18 matchs, c'est gagner un championnat ? Ce n'est pas le cas. C'est comme être en tête du classement en juin et dire « on a gagné le championnat ». Je vous en prie. Soyons réalistes. ». Il rappelle en cela la saison 2020 réduite à 18 matchs soit une moitié de championnat habituel.

### Déroulement de la rencontre
Le match s'annonce serré entre les deux poids lourds annoncés de la saison 2021 en Irlande. Les premières minutes sont tendues et petit à petit les Shamrock Rovers mettent la main sur la rencontre et se procurent la première occasion nette par Rory Gaffney. Ce sont les Hoops qui dominent pas la maitrise du ballon et ne nombre de tirs en première mi-temps, sans jamais pourtant arriver à convertir cette domination.
Dundalk prend l'avantage en toute fin de première mi-temps, un peu contre le cours du jeu avec un but de la tête de Sonni Nattestad sur un corner tiré par McEleney. Au retour des vestiaires, les Shamrock Rovers égalisent sur un exploit personnel de Liam Scales
Nattestad est expulsé à l'heure de jeu pour une vilaine faute sur Graham Burke. Le reste de la rencontre est à l'image de la première mi-temps avec une domination stérile des Shamrock Rovers. Au terme du temps règlementaire les deux équipes ne sont pas arrivées à se départager. Le règlement de la compétition impose directement une séance de tirs au but. C'est Dundalk qui se révèle les plus précis et l'emporte quatre tirs au but à trois.

### Feuille de match
| 12 mars 2021 | Dundalk FC | 1-1             | Shamrock Rovers | Tallaght Stadium                                     |                                                      |
| 19:45        | Sonni Nattestad 42e | (1-0)           | 47e Liam Scales | Spectateurs : Huis-clos Arbitrage : Damien MacGraith | Spectateurs : Huis-clos Arbitrage : Damien MacGraith |
| 19:45        | Patrick Hoban · Greg Sloggett · Daniel Cleary · Chris Shields · Andy Boyle · Darragh Leahy                                                                                      | Tirs au but 4-3 | Dylan Watts · Aaron Greene · Joey O'Brien · Rory Gaffney · Graham Burke · Roberto Lopes ·                                                               | Spectateurs : Huis-clos Arbitrage : Damien MacGraith | Spectateurs : Huis-clos Arbitrage : Damien MacGraith |
| 19:45        | Alessio Abibi, Sonni Nattestad, Darragh Leahy, Daniel Cleary, Andy Boyle, Chris Shields , Patrick McEleney, Raivis Jurkovskis, Sam Stanton, Junior Ogedi Uzokwe, David McMillan | Équipes         | Alan Mannus, Liam Scales, Joey O'Brien, Roberto Lopes, Sean Hoare, Sean Gannon, Chris McCann, Daniel Mandroiu, Ronan Finn , Rory Gaffney, Graham Burke. | Spectateurs : Huis-clos Arbitrage : Damien MacGraith | Spectateurs : Huis-clos Arbitrage : Damien MacGraith |